# 普拉格环形山
普拉格环形山（Prager）是位于月球背面赤道区的一座古老大撞击坑，约形成于45.5-39.2亿年前的前酒海纪，其名称取自德裔美籍天文学家理查德·普拉格（Richard Prager，1884年-1945年），1971年被国际天文学联合会批准接受。

## 描述

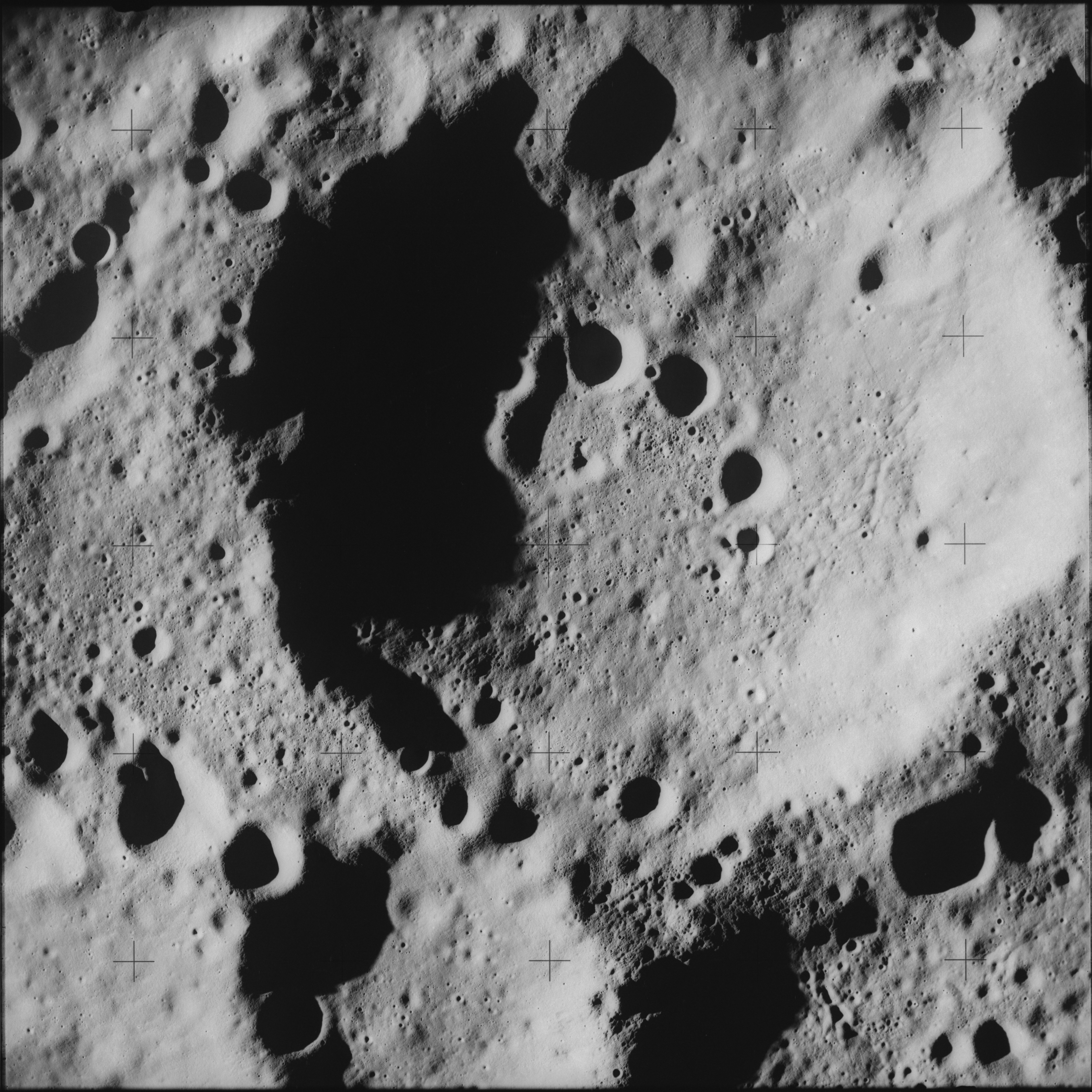
阿波罗14号拍摄的图像(下为北)

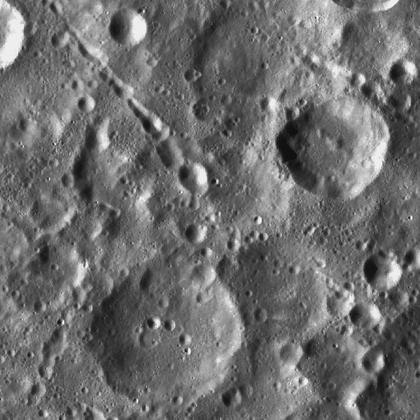
月球勘测轨道飞行器拍摄的图像

该陨坑西北偏北及西北偏西分别毗邻贝奇瓦日环形山和格里高利环形山、东北部分别坐落了格林环形山、哈特曼环形山和较小的格拉泽纳普陨石坑，而已损毁的勒夫环形山则位于它的西南偏南，距它的北侧壁不远，延伸着一串伸向西北方的格里高利坑链。该陨坑中心月面坐标为3°59′S 130°47′E / 3.99°S 130.78°E，直径53.90公里，深度约2.401公里。
普拉格环形山是一座已被严重侵蚀的撞击坑，其外观轮廓呈多边形状，南侧部分几乎与相邻地形齐平，沿边缘附靠了一座外形略长的残迹坑，而北侧壁覆盖了数座构成格里高利坑链的小撞击坑，其余部分坑壁也嵌入有一些更细小的坑穴。该环形山坑壁最大高出周边地形1160米，内部容积约2380公里3。坑内地表相对平坦，中心点附近呈半圆状分布了一些小撞击坑。

## 卫星陨石坑
按惯例，最靠近普拉格环形山的卫星坑在月图上以字母标注在该坑中心点的旁边。

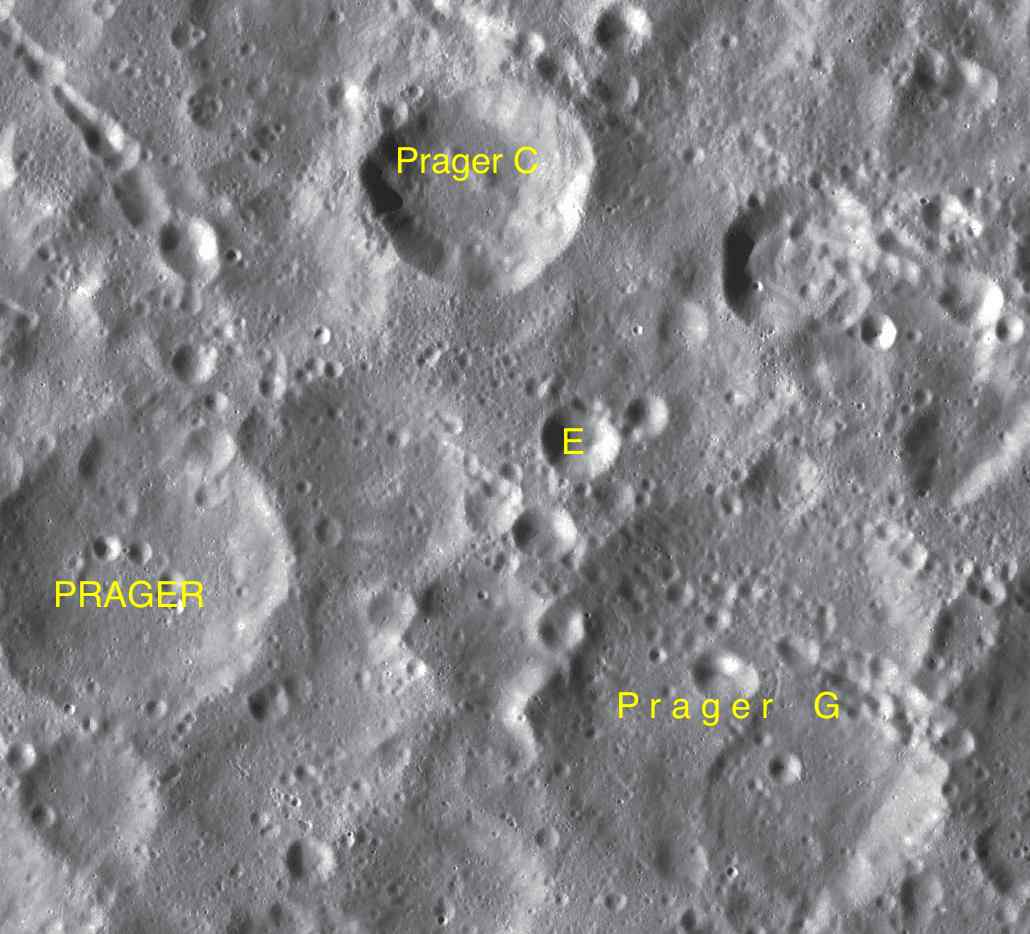
LAC-84 月图

| 普拉格 | 纬度   | 经度     | 直径    |
| ------ | ------ | -------- | ------- |
| C      | 1.4° S | 132.4° E | 40 公里 |
| E      | 3.0° S | 133.1° E | 14 公里 |
| G      | 4.6° S | 134.0° E | 76 公里 |

- 卫星坑"普拉格 C"约形成于酒海纪[1]；
- 卫星坑"普拉格 G"约形成于前酒海纪[1]。

## 另请参阅
- Andersson, L. E.; Whitaker, E. A. . NASA RP-1097. 1982.
- Blue, Jennifer. . USGS. July 25, 2007  [2007-08-05]. （原始内容存档于2015-05-26）.
- Bussey, B.; Spudis, P. . New York: Cambridge University Press. 2004. ISBN 978-0-521-81528-4.
- Cocks, Elijah E.; Cocks, Josiah C. . Tudor Publishers. 1995. ISBN 978-0-936389-27-1.
- McDowell, Jonathan. . Jonathan's Space Report. July 15, 2007  [2007-10-24]. （原始内容存档于2015-01-12）.
- Menzel, D. H.; Minnaert, M.; Levin, B.; Dollfus, A.; Bell, B. . Space Science Reviews. 1971, 12 (2): 136–186. Bibcode:1971SSRv...12..136M. doi:10.1007/BF00171763.
- Moore, Patrick. . Sterling Publishing Co. 2001. ISBN 978-0-304-35469-6.
- Price, Fred W. . Cambridge University Press. 1988. ISBN 978-0-521-33500-3.
- Rükl, Antonín. . Kalmbach Books. 1990. ISBN 978-0-913135-17-4.
- Webb, Rev. T. W.  6th revised. Dover. 1962. ISBN 978-0-486-20917-3.
- Whitaker, Ewen A. . Cambridge University Press. 1999. ISBN 978-0-521-62248-6.
- Wlasuk, Peter T. . Springer. 2000. ISBN 978-1-85233-193-1.